# Felsen-Schleifenblume
Die Felsen-Schleifenblume (Iberis saxatilis) ist eine Pflanzenart aus der Gattung Schleifenblumen (Iberis) innerhalb der Familie der Kreuzblütengewächse (Brassicaceae). Das natürliche Verbreitungsgebiet liegt in Europa. Ihre Sorten werden wegen der dekorativen weißen Blüten als Zierpflanze verwendet. 

## Beschreibung

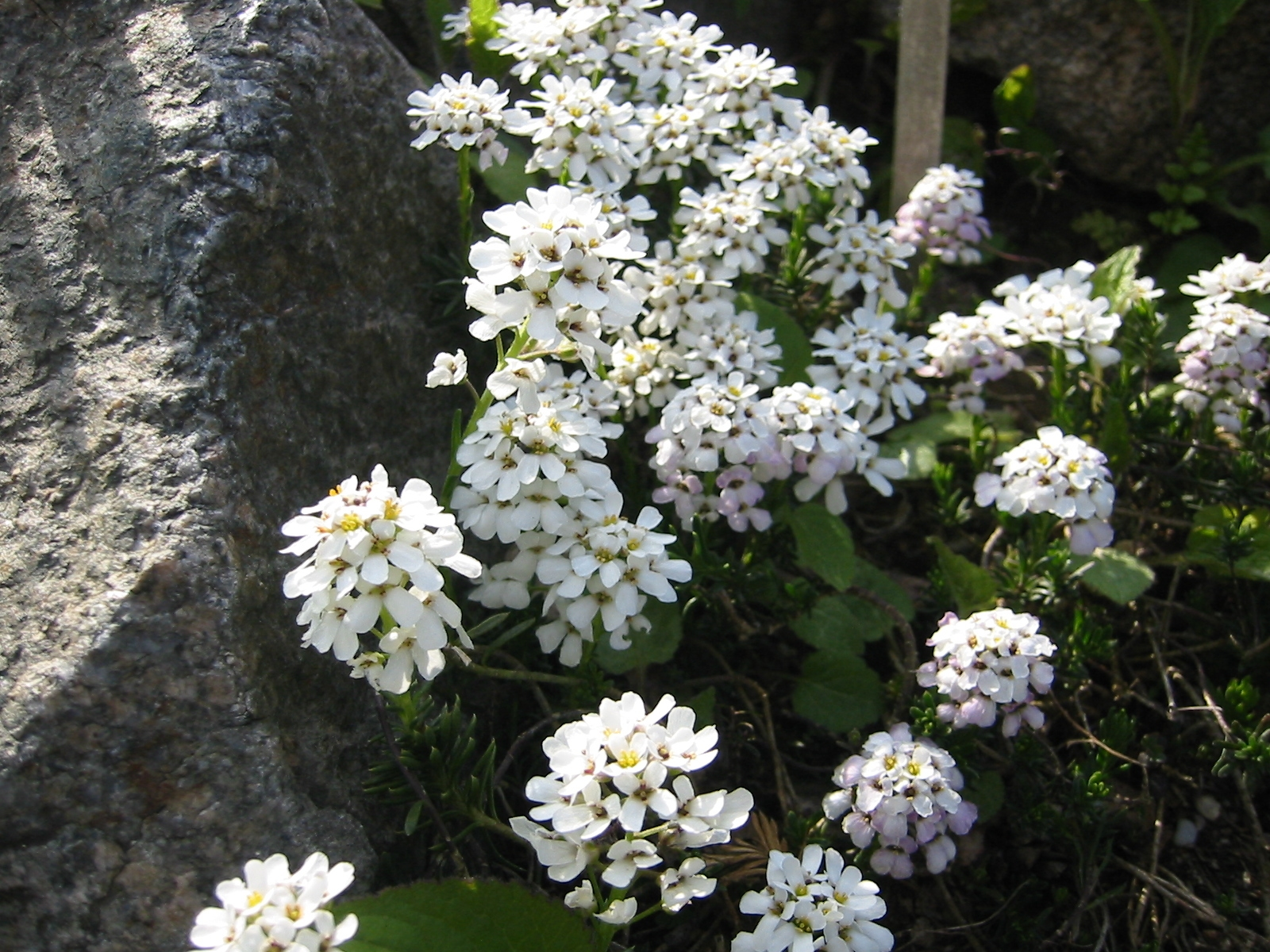
Blütenstände

### Vegetative Merkmale
Die Felsen-Schleifenblume ist ein immergrüner, niederliegender bis 15 Zentimeter hoher Halbstrauch, der kleine, flache Polster bildet. Die Zweige sind aufstrebend und zerbrechlich. Der Stängel ist ausgebreitet-niederliegend, meist sehr ästig und durch die Narben der abgefallenen Blätter knorrig. Er endet in blühenden und nichtblühenden Blattrosetten.
Die einfache, fleischige, dunkelgrüne Blattspreite der Laubblätter ist bei einer Länge von 1,5 bis 2 Zentimetern sowie einer Breite von 1 bis 1,5 Millimetern linealisch mit etwas zugespitztem oberen Ende und kahl oder häufig am Rand bewimpert.

### Generative Merkmale
Die Blütezeit liegt im Mai, im Herbst kann es eine Nachblüte geben. Die Blüten sind in endständigen, 1,5 bis 2 Zentimeter breiten Trugdolden angeordnet, die sich bis zur Fruchtreife hin verlängern. Die Kelchblätter sind oberwärts meist rötlich und weiß berandet.
Die zwittrige Blüte ist vierzählig mit doppelter Blütenhülle. Die vier Kronblätter sind weiß. Die äußeren sind mit 6 bis 8 Millimeter Länge etwa doppelt so lang wie die inneren.
Die Fruchtstiele sind bogig abstehend und etwa so lang wie die Frucht. Die Schötchen sind bei einer Länge von etwa 7 Millimetern sowie etwa 6 Millimetern rechteckig-eiförmig und von ihrer Basis bis gegen die Mitte schmal geflügelt, dann rasch zunehmend breiter geflügelt und am oberen Ende ziemlich tief ausgerandet. Der Griffel ist etwa so lang wie die Ausrandung der Frucht. Die Samen sind bei einer Länge von etwa 3 Millimetern sowie einem Durchmesser von etwa 3 Millimetern eiförmig.
Die Chromosomenzahl beträgt 2n = 22.

## Vorkommen
Das natürliche Verbreitungsgebiet liegt in Europa in Spanien, Frankreich, in der Schweiz, auf der Balkanhalbinsel, in Rumänien und auf der Krim.
Die Felsen-Schleifenblume wächst in Steppen, Trockenwäldern und kühlfeuchten Wäldern auf mäßig trockenen bis frischen, schwach sauren bis alkalischen, sandig-lehmigen bis lehmigen, nährstoffreichen aber auch felsigen und flachgründigen Böden an sonnigen bis lichtschattigen Standorten. Die Felsen-Schleifenblume ist frosthart. Das Verbreitungsgebiet wird der Winterhärtezone 6a zugeordnet mit mittleren jährlichen Minimaltemperaturen von −23,3 bis −20,6 °C (−10 bis −5 °F).

## Systematik
Die Erstveröffentlichung von Iberis saxatilis erfolgte durch 1756 durch Carl von Linné in Centuria II. Plantarum, S. 23. Das Artepitheton saxatilis stammt aus dem Lateinischen und bedeutet „an oder auf Felsen lebend“. Synonyme für Iberis saxatilis L. sind: Biauricula saxatilis (L.) Bubani, Iberis latealata Porta & Rigo ex Porta, Iberis vermiculata Willd., Iberis zanardinii Vis.
Je nach Autor gibt es etwa vier Unterarten:
- Iberis saxatilis subsp. cinerea (Poir.) Font Quer (Syn.: Iberis cinerea Poir., Iberis latealata Porta & Rigo, Iberis saxatilis var. cinerea (Poir.) Pau, Iberis subvelutina DC., Iberis sampaioana Franco & P.Silva): Sie kommt nur vom zentralen bis südlichen Spanien vor.
- Iberis saxatilis subsp. magnesiana Oskay: Sie kommt in der Türkei vor.
- Iberis saxatilis subsp. pseudosaxatilis (Emb. ex Maire) Moreno & M.Velasco
- Iberis saxatilis L. subsp. saxatilis (Syn.: Iberis garrexiana Scop., Iberis saxatilis var. malacitana Pau, Iberis saxatilis subsp. valentina Mateo & Figuerola, Iberis vermiculata Willd., Iberis zanardinii Vis.): Sie kommt von Spanien über Frankreich, Italien bis zur Schweiz, und ehemaligen Jugoslawien, Bulgarien, Rumänien, bis Griechenland und auf der Krim vor. Sie gedeiht in der Schweiz in der Kalkfels-Pionierflur des Gebirges (Karstfluren) (Verband Drabo-Seslerion). Die ökologischen Zeigerwerte nach Landolt et al. 2010 sind in der Schweiz: Feuchtezahl F = 1 (sehr trocken), Lichtzahl L = 4 (hell), Reaktionszahl R = 5 (basisch), Temperaturzahl T = 3+ (unter-montan und ober-kollin), Nährstoffzahl N = 2 (nährstoffarm), Kontinentalitätszahl K = 4 (subkontinental).[6]

## Ökologie
Nach der Befruchtung färben sich die Staubfäden und Griffel violett.

## Verwendung
Die Felsen-Schleifenblume wird häufig aufgrund der dekorativen Blüten als Zierpflanze verwendet.

## Nachweise